# دورو رومولوس كوستيا
دورو رومولوس كوستيا هو سياسي ودبلوماسي روماني شغل منصب رئيس مجلس حقوق الإنسان التابع للأمم المتحدة. خلال الفترة من 19 يونيو (حزيران) 2007 إلى 18 يونيو (حزيران) 2008. وكانت مهمته الرئيسية هي إطلاق المراجعة الدورية الشاملة لسجلات حقوق الإنسان للدول الأعضاء في الأمم المتحدة، والتي كان عددها آنذاك 192 دولة.

## حياته
وُلد دورو رومولوس كوستيا في 22 سبتمبر (أيلول) 1953 في مدينة سيهو سيلفاني بمقاطعة سالاج في رومانيا، والتحق بجامعة بوخارست حيث تخصص في دراسة اللغتنين العربية والإنجليزية، ثم التحق بدورة دراسات عليا لمدة عام في القانون الدولي بأكاديمية العلوم السياسية.

## مسيرته المهنية
بدأ دورو رومولوس كوستيا حياته العملية في عام 1976 بالعمل كمترجم فوري في المركز الدولي للدراسات السياسية، واستمر في عمله حتى عام 1989، كما عمل لفترة وجيزة كمسؤول عن مكتب شركة بروديكسبورت للتجارة الخارجية. وفي عام 1990، أصبح دورو رومولوس كوستيا نائبًا لمدير إدارة الشرق الأوسط وشمال أفريقيا بوزارة الخارجية الرومانية.
تولى دورو رومولوس كوستيا العديد من الحقائب الدبلوماسية، فشغل سفير رومانيا لدى كل من دولة الكويت وسلطنة عمان خلال الفترة ما بين عامي 1991-1995، ثُم شغل خلال الفترة ما بين عامي 1995-1997 منصب مدير إدارة تخطيط السياسات بوزارة الخارجية الرومانية. وفي عام 1997 عُين دورو رومولوس كوستيا سفيرًا لرومانيا لدى جمهورية مصر العربية، واستمر في ذلك المنصب حتى عام 2001، ثُمّ أصبح دورو رومولوس كوستيا مديرًا لإدارة التحليل والمعلومات بوزارة الخارجية الرومانية بدءًا من عام 2001، وحتى عام 2003. وفي ديسمبر (كانون الأول) 2003، أصبح دورو رومولوس كوستيا ممثلًا دائمًا لرومانيا لدى مكتب الأمم المتحدة والمنظمات الدولية في جنيف، ثُمّ عُيّن في 1 مارس (آذار) 2012 سفيرًا لرومانيا لدى الصين، واستمر في شغل المنصب حتى 26 أكتوبر (تشرين الأول) 2017.

### مجلس حقوق الإنسان التابع للأمم المتحدة
انتُخب دورو رومولوس كوستيا في 21 يونيو (حزيران) 2007 رئيسًا لمجلس حقوق الإنسان التابع للأمم المتحدة بالتزامن مع إقرار المجلس مجموعة من الإجراءات المعروفة باسم المراجعة الدورية الشاملة. وفي سبتمبر (أيلول) 2007، شارك دورو رومولوس كوستيا في اختيار أولى الدول التي ستخضع للمراجعة. نظر المجلس تحت رئاسة دورو رومولوس كوستيا في الأوضاع السياسية في ميانمار وفي دارفور وليبيريا والسودان وإسرائيل والصومال، وناقش أزمة الغذاء العالمية، وتلقى التقارير الأولى الصادرة بموجب المراجعة الدورية الشاملة، كما عقد المجلس مناقشة عامة حول العنصرية والتمييز العنصري، وناقش متابعة إعلان وبرنامج عمل ديربان. كذلك اتخذ المجلس تحت رئاسة دورو رومولوس كوستيا قرارًا مثيرًا للجدل بتعيين ريتشارد أ. فلك مقررًا خاصًا للأمم المتحدة معنيًا بحالة حقوق الإنسان في الأراضي الفلسطينية المحتلة منذ عام 1967 لولاية مدتها ست سنوات.